# Mercedes Jijón
María de las Mercedes Jijón de Vivanco y Chiriboga (sinh ngày 25 tháng 3 năm 1811, Otavalo - ngày 4 tháng 6 năm 1878, Quito) là Đệ nhất phu nhân đầu tiên của Ecuador, phục vụ trong khả năng đó hai lần cùng với chồng bà, Juan Jose Flores.

## Tuổi thơ
Mercedes Jijón được sinh ra tại Otavalo, Ecuador, sau đó là một phần của Real Audiencia of Quito, vào ngày 25 tháng 3 năm 1811 cho chủ sở hữu và thương gia Antonio Jijón Chiriboga và vợ ông, Mariana Vivanco Calisto.  Mercedes và mười anh chị em của cô được sinh ra trong một gia đình đáng kính và có ảnh hưởng, cũng như giàu có. Thông qua cha cô, Mercedes có dòng máu quý tộc từ County of Jijón, cho phép cô khởi động vụ kiện để đòi lại danh hiệu từ anh họ của mình, mặc dù không thành công.

### Kết hôn
Sau cuộc chiến tranh giành độc lập ở Ecuador và sáp nhập Real Audiencia của thủ đô Quito vào Gran Colombia, tướng quân Juan José Flores của Venezuela đã được chỉ định làm Tỉnh trưởng của Bộ. Để hợp pháp hóa chính quyền của mình với người dân Ecuador, Flores quyết định kết hôn với Mercedes, khi đó chỉ mới 13 tuổi.
Flores và Jijón đã kết hôn trong Nhà thờ Quito vào ngày 21 Tháng Mười năm 1824 trong một buổi lễ chủ trì bởi Đức Tổng Giám mục của Quito Nicolás de Arteta y Calisto, cha đỡ đầu của họ thông qua José Félix Valdivieso. Một số quan chức quân sự và chính trị cũng có mặt, ngoài người thân của Jijón.   

## Trích dẫn
1. ↑  Salvador Lara 1996.
2. ↑  Revista de Estudios Históricos, 1993.
3. 1 2  "Abolengo" (bằng tiếng Tây Ban Nha). La Hora. Truy cập ngày 15 tháng 4 năm 2015.
4. 1 2  Larrea 1974.
5. ↑  Villalba 1994.
6. ↑  Vásconez Hurtado 1981.
7. ↑  Revista Cultural, 1984.